# یواس‌اس اگمنتکوس (۱۸۶۳)
یواس‌اس اگمنتکوس (۱۸۶۳) (به انگلیسی: USS Agamenticus (1863)) یک کشتی بود که طول آن ۲۵۸ فوت ۶ اینچ (۷۸٫۷۹ متر) بود. این کشتی در سال ۱۸۶۳ ساخته شد.